# Masías de Roda
Masías de Roda (oficialmente y en catalán, Les Masies de Roda) es un municipio de Cataluña, España. Perteneciente a la provincia de Barcelona, en la comarca de Osona. Su término municipal rodea al de Roda de Ter. Está formado por masías y cuatro barrios dispersos: les Cases Noves, l’Esquerda, Fontanelles y el Vicenç. La capital del municipio es el caserío de la Casa Consistorial. 

## Historia
El municipio se formó el 15 de julio de 1815, cuando Masías de Roda y Roda de Ter se separaron para formar los actuales municipios. Hasta ese momento, formaban conjuntamente el municipio de San Pedro de Roda.
En 1978 se realizaron los trabajos de redacción del Estatuto catalán aprobado en 1979, en el Parador de Turismo de Sau.

## Demografía
Masías de Roda cuenta con una población de 750 habitantes (INE 2024).
| Gráfica de evolución demográfica de Masías de Roda entre 1842 y 2021 |
| |
| Población de derecho según los censos de población del INE. Población de hecho según los censos de población del INE.En estos censos se denominaba Masías de Roda: 1842, 1857, 1860, 1877, 1887, 1897, 1900, 1910, 1920, 1930, 1940, 1950, 1960, 1970 y 1981. |

| 1900 | 1930 | 1950 | 1970 | 1981 | 1986 | 2006 | 2008 |
| ---- | ---- | ---- | ---- | ---- | ---- | ---- | ---- |
| 432  | 878  | 886  | 544  | 569  | 612  | 742  | 745  |

## Lugares de interés
- Poblado ibérico de La Esquerda, con importantes hallazgos de época iberorromana y medieval.
- Monasterio de San Pedro de Caserras, de estilo románico.
- Parador Nacional de Turismo de Vic, junto al pantano de Sau.
- Monumento al Estatuto del 1979 Monolito en conmemoración al Estatuto de Autonomía de Cataluña de 1979 redactado en 1978 en el Parador Nacional de Turismo de Vic de las Masies de Roda.
- Iglesia de Santa Magdalena de Conangle, construida aproximadamente en 1231.
- Ruinas del castillo de Savellana (enlace roto disponible en Internet Archive; véase el historial, la primera versión y la última)., fechadas en 1067.
- Camí vora Ter, GR-210, sendero que va de Roda de Ter a Manlleu por antiguos caminos.
- Ermita de Sant Salvador de Còdol, de construcción medieval.
- Església de Sant Miquel de Guàrdia (enlace roto disponible en Internet Archive; véase el historial, la primera versión y la última)., reformado totalmente en 1786.
- Inscripción íbera de Les Graus (enlace roto disponible en Internet Archive; véase el historial, la primera versión y la última)., importante inscripción localizada en 1973.
- Masia el Bac, una de las casas de campo más grandes y antiguas de Osona, hogar del militar Bac de Roda.
- Pozo de hielo utilizado para la producción de bloques de hielo en el siglo XVIII.

## Fiestas
- El 15 de julio se conmemora la creación del municipio.
- Primer fin de semana de mayo, fiesta del barrio de les Cases Noves
- Segundo domingo de mayo, aplec de Sant Salvador
- Último fin de semana de mayo, fiesta del barrio de Fontanelles.
- Última semana de septiembre y primera de octubre, fiesta mayor.

## Personas destacadas
- Luis Gonzaga Jordá (1869-1951) músico y empresario.
- Francesc Macià i Ambert, conocido como Bac de Roda, (1658-1713) militar.